# Црква Светог Архангела Михаила у Рашчићима
Црква Светог Архангела Михаила у Рашчићима, припада Епархији жичкој Српске православне цркве.
Првобитна црква, позната као „Аџијина”, посвећена Светом архангелу Михаилу, подигнута је 1809. године, на платоу испред улаза у Хаџи Проданову пећину. Цркву је подигао лично Хаџи Продан Глигоријевић за време Првог српског устанка. У међувремену била је порушена небригом приватног каменолома бугарског инвеститора и у скорије време је подигнута истоветна црква личним ангажовањем мештана, уз подршку СПЦ.